# Lecoy
Lecoy war eine britische Automarke, die von 1921 bis 1922 vermarktet wurde. Hersteller war Lambert Engineering Company Ltd. aus Harrow (Middlesex).
Das einzige Modell war ein Cyclecar. Der Roadster mit 1905 mm Radstand hatte einen luftgekühlten Zweizylinder-V-Motor mit 984 cm³ Hubraum, der 8 bhp (5,9 kW) leistete. Die Besonderheit dieses Cyclecars war die Vorderradaufhängung mit Schraubenfedern, womit es seiner Zeit voraus war. Die Hinterräder hatten eine Cantilever-Federung. Das Gewicht betrug 279 kg.
Trotz der fortschrittlichen Auslegung verschwand der Lecoy bald wieder vom Markt.

## Modelle
| Modell | Bauzeitraum | Zylinder | Hubraum | Radstand |
| ------ | ----------- | -------- | ------- | -------- |
| 8 hp   | 1921–1922   | 2 V      | 984 cm³ | 1905 mm  |